# Brigitte Ahrenholz
Brigitte Ahrenholz est une rameuse est-allemande puis allemande, née le 8 août 1952 à Potsdam (Brandebourg) et morte en avril 2018 près de Werder (Brandebourg).

## Biographie
Brigitte Ahrenholz obtient deux médailles continentales : une médaille d'argent en huit aux Championnats d'Europe d'aviron 1971 à Copenhague et une médaille d'or en quatre de couple avec barreur aux Championnats d'Europe d'aviron 1973 à Moscou.
Aux Jeux olympiques d'été de 1976 à Montréal, elle remporte la médaille d'or en huit.
Elle devient par la suite chirurgienne et dirige également un club d'aviron local. Portée disparue le 4 mars 2018, elle est retrouvée morte par un passant aux bords du Lac Zernsee près de Werder (Brandebourg) le 7 avril 2018.